# Milliyet
«Миллиет» (тур. Milliyet — «Нация») — турецкая газета, выходит ежедневно. Публикуется в широкополосном формате.

## История
Была основана 3 мая 1950 году. Её первым владельцем был Али Наджи Караджан. После его смерти новым владельцем «Milliyet» стал его сын.
1 февраля 1979 года главный редактор «Milliyet» Абди Ипекчи был убит террористом Мехметом Агджа.
В 1979 году семья основателя газеты Али Караджана продала принадлежавшую им на тот момент долю миллиардеру Айдыну Догану. Позднее их совладелец Эрдоган Демирюрен, которому принадлежало 25 % акций, также продал свою часть Догану. В октябре 1998 года газету приобрёл Коркмаз Йигит, но вскоре после покупки он разорился. В мае 2011 года газету совместно приобрели Demirören Group и Karacan Group, но уже в феврале следующего года последняя была вынуждена продать свою долю Demirören Group.
В 2012—2013 годах газет уволила ряд сотрудников, которые писали статьи, в которых критиковалось правительство Турции. Так, в 2013 году за публикацию статьи, в которой критиковалась Партия справедливости и развития — правящая на тот момент партия Турции, были уволены Хасан Джемаль и Джан Дюндар.
По данным comScore, сайт газеты «Milliyet» является пятым по посещаемости сайтом Европы.